# Palazzo Bardi-Tempi

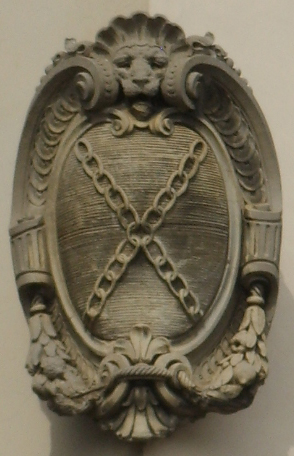
Stemma Alberti

Palazzo Bardi-Tempi si trova a Firenze in via de' Benci 2, angolo via Mozza e Lungarno delle Grazie 28.

## Storia
L'edificio, secondo un'indicazione di Walter Limbruger (che si rifaceva a una indicazione fornita da Janet Ross), venne trasformato verso il 1610 da Matteo Nigetti, probabilmente inglobando numerose costruzioni anteriori. Tuttavia, nonostante la mole e la visibilità che sempre ha avuto nelle immagini di questo tratto del lungarno, il palazzo non sembra essere stato oggetto di studi specifici, di modo che è difficile esprimersi sulla sua reale storia e natura. Sicuramente si tratta di un edificio costruito inglobando strutture medievali che, al pari degli altri che lo affiancano sul lungarno, si è poi sviluppato anche verso il fiume portando al progressivo restringimento dei suoi argini. 
Nei sotterranei dell'edificio sono stati rinvenuti i resti del muraglione di sostegno eretto lungo l'Arno a partire dal 1287 su istanza dei frati minori di Santa Croce, a limitare i danni che il fiume produceva nella zona. Nel 1374 l'area risulta già di proprietà della famiglia Alberti, ed è da supporre che presto siano state qui costruite case al pari di quanto è accaduto per l'altro lato della via dove ora è il palazzo Alberti Malenchini. 
Nell'incisione di corredo alla descrizione del ponte alle Grazie presente nelle Notizie istoriche delle chiese fiorentine di Giuseppe Richa (I, 1754, p. 162), appaiono in effetti in questa porzione edifici, tuttavia di modesta altezza e disegno, tanto da mettere fortemente in dubbio la notizia di un intervento di Matteo Nigetti nel secolo precedente. Inoltre si sa che proprio su "una palazzina dirimpetto appunto al palazzo dei signori conti Alberti presso il Ponte alle Grazie" si trovava il numero 8028 della prima numerazione civica prenunitaria (1809), che era appunto l'ultimo dell'intera citta. 

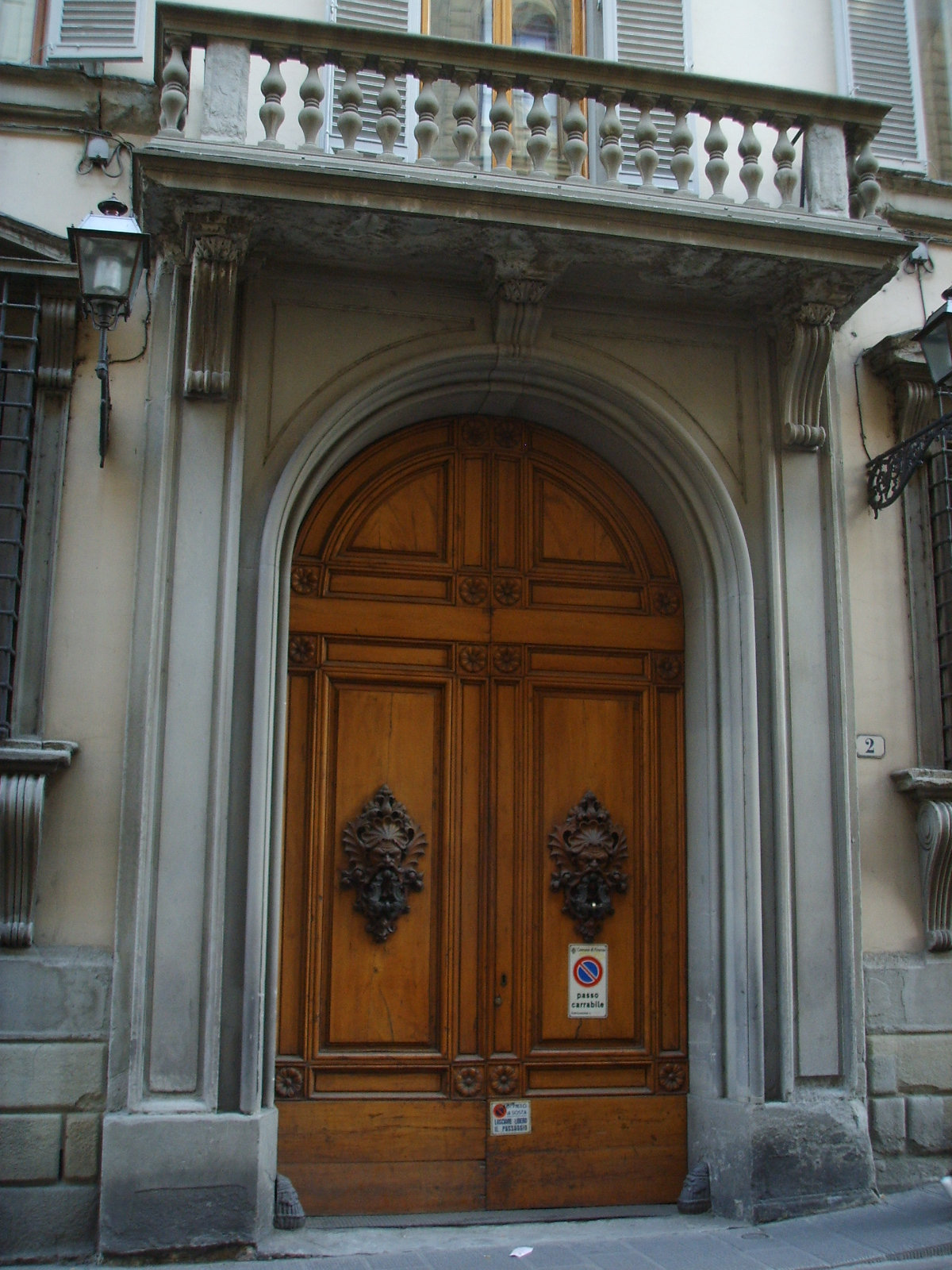
Il portale

Certo è che attualmente, sia all'esterno sia negli interni, non emergono tracce di questa antica storia, presentandosi il palazzo come costruzione ottocentesca. Acquista così particolare importanza una notizia offerta nella Nuova guida della città di Firenze del 1850 nella quale, parlando del palazzo Alberti che è dall'altra parte della via, si informa che «...in faccia a questo palazzo lo stesso proprietario fece costruire un bel palazzo col disegno di detto Bellini». Ciò che oggi apprezziamo è quindi un edificio eretto attorno alla metà del secolo su disegno dell'architetto Vittorio Bellini, sorto in parallelo ai grandi cantieri che, con la direzione dello stesso Bellini e quindi dell'architetto Oreste Razzi, hanno ridisegnato la residenza principale della famiglia tra il 1838 e il 1849. 
Restaurato nel 1939, è stato venduto dai Rasponi Spinelli nel 1955 all'Immobiliare Ponte alle Grazie Spa. All'acquisto sono seguiti radicali lavori di trasformazione interna sulla base di un progetto (1967) redatto anche con la collaborazione dell'architetto Ignazio Gardella: tale ristrutturazione ha trasformato il palazzo in un complesso di piccoli appartamenti (residence) che in seguito sono stati venduti a privati instaurando una situazione di condominio. Le facciate sono state nuovamente interessate da più cantieri di restauro a partire dal 1987 (via de' Benci) fino al 2000 (lungarno delle Grazie). 
L'edificio è sottoposto a vincolo architettonico dal 1936.

## Descrizione
I prospetti esterni sono ampi e monumentali, con nove assi su via de' Benci e sette sul Lungarno, caratterizzati da tre piani più mezzanino e da finestre inginocchiate al piano terra, finestre con timpano semicircolare al primo piano, finestre architravate al secondo e aperture più rettangolari più piccole all'ultimo, il tutto incorniciato da cornici marcapiano e un cornicione con mensole che sostengono la gronda aggettante alla romana. 
Sulla cantonata del palazzo con il lungarno è uno scudo con l'arme degli Alberti (d'azzurro, a quattro catene d'argento moventi dai quattro angoli dello scudo e riunite in cuore per un anello dello stesso). Su quella di via Mozza è uno scudo partito in marmo con l'arme degli Alberti e dei Mori Ubaldini (scaccato d'argento e di nero). Sul fronte principale, a coronare l'asse costituito dal portone, dal balcone e dal relativo finestrone, è un ulteriore scudo partito con le armi delle famiglie Rasponi e Spinelli. Tutti questi stemmi, per quanto ispirati a motivi cinquecenteschi, appaiono di manifattura tardo ottocentesca o (più probabilmente) del primo Novecento.